# Jörg Heinrich
Jörg Heinrich, född 6 december 1969 i Rathenow, är en tysk fotbollstränare och tidigare professionell fotbollsspelare. Heinrich blev i december 2017 utsedd till assisterande tränare i Borussia Dortmund.
Under spelarkarriären representerade Heinrich bland andra SC Freiburg, Borussia Dortmund, Fiorentina och FC Köln. Mellan 1995 och 2002 spelade han i det tyska landslaget och deltog bland annat i VM 1998.